# ガンツ (企業)
ガンツ（ハンガリー語: Ganz vállalatok、今日の企業名はGanz Holding Co. Ltd.）は、1844年にブダにおいてガンツ・アーブラハームによりGanz & Cieとして設立された、機械・電気製品・橋梁製造の企業である。かつては自動車や航空機のエンジンの製造、造船なども活発に行っていた。ガンツの機関車・貨車工場が、隣接する機械・鉄道工場のマーバグ社と1959年に合併して以来、この事業部門はガンツ-マーバグの名前で営業していたが、1988年に独立会社に再編されて結果としてマーバグの名前は消滅した。1990年からガンツは多くの子会社を保有する持株会社となった。日本ではガンズと読まれていたことがある。

## 歴史
若い頃に大工仕事と鋳造を学び、1841年に商売のためにペシュトへやってきたスイス生まれの工業の有力者、ガンツ・アーブラハームが1844年にブダで鉄工所としてガンツ社を創立した。
Ganz & Cie社は当初、車輪や車軸、その他の関連製品など鉄道に関する製造で知られるようになった。1848年革命に際しては、この鉄工所は銃や砲の生産を行った。革命戦争後、ガンツは車輪の鋳造に関する技術の開発に取り組み、その成果で1855年に特許を取得した。多くの業績がこの特許に基づいている。
ガンツ・アーブラハームは後に、機械工業の会社（後にマーバグやチェペル (Csepel) の参加によりガンツ-マーバグとなる）や、電気技術と自動車製造の会社（ドイツ・ブラウンシュヴァイクのビュッシング社 (Büssing AG) と共にガンツ-ビュッシング、イタリア・トリノのフィアットと共にガンツ-フィアットとなる）も設立した。ハンガリーで最初の自動車を製造したのもガンツであった。
1885年にこの会社はGanz &Co.と改称した。
電気工学の重要性をよく認識していたゼネラルマネージャーのアンドレアス・メフヴァルト（Andreas Mechwart、1834年 - 1907年）は、ジペルノウスキー・カーロイ(Zipernowsky Károly) に率いられた電気工学部門を設立した。技術者のデーリ・ミクシャ (Déri Miksa)、ブラーティ・オットー (Bláthy Ottó Titusz) も直流電機品やアーク灯を生産する部門で働いていた。
1885年に、ジペルノウスキー、デーリ、ブラーティの3人は共同で変圧器を開発し、特許を取得した。変圧器はマイケル・ファラデーの電磁誘導の法則の発見以来、多くの技術者が改良を重ねてきたが、フランスのルシアン・ゴーラールとイングランドのジョン・ディクソン・ギブスが共同で1882年に初めて交流送電網に利用できる実用的なものを開発した。ガンツではこれのさらなる改良を行った。まず、それまでの変圧器は電源に対して直列に接続されていたが、ガンツでの開発により初めて並列に接続されるようになり、安定した電圧を供給できるようになった。また、ゴーラールとギブスの変圧器では鉄心に隙間が空いていたが、ガンツで初めて完全に閉じた鉄心が使われて効率が改善した。さらに、「変圧器」を意味するtransformerという言葉を考えたのもガンツである。
これは現在の変圧器とは逆の原理に基づいて作られていた。1次のコイルは非磁性体の芯に巻かれており、その周りに太い金属が置かれて磁性体の覆いを形成していた。このガンツ製変圧器は世界中に販売され、これにより会社は交流技術の創始者としての地位を固めた。例えば、ローマへの電力供給はガンツの技術により、水力発電と高圧交流長距離送電の組み合わせで実現された。
ジペルノウスキーはその後、60の発電所の建設に参加し、ブダペスト工科経済大学 (Budapest University of Technology and Economics) の初代電気工学教授となった。デーリはエレベーター用の交流モーターを開発し、後にウィーンの電化に協力した。ブラーティは生涯ガンツで働き、今日用いられている誘導式電力計を1889年に発明し特許を取得した。また1903年にはターボ発電機を発明した。
1887年にはレオバースドルファー機械工場 (Leobersdorfer Maschinenfabrik) を買収し、1938年まで保有していた。
交流の誘導電動機は、クロアチア出身のセルビア人技術者ニコラ・テスラが発明したが、アイデアは彼がブダペストで活動していた1881年から1882年にかけてのものであると言われている。ガンツは誘導電動機の重要性に着目し、カンドー・カールマーン (Kandó Kálmán) にその開発をさせた。そして、カンドーはその後交流誘導電動機による鉄道車両の電機駆動に取り組み始めた。
1899年、ガンツはカンドーの指揮の下で、三相交流 3,000 Vでの列車運行のための1.5 kmの試験線をアルトフェナー・ドナウインゼル (Altofener Donauinsel) に開設した。1900年頃にウィーナー・ノイシュタット近郊のヴェラースドルフ弾薬工場 (Wöllersdorfer Werke) に発電所を建設したとき、契約には付属する工場への引き込み線を電化することが含まれていた。ここでは電圧は300から500 Vもあれば十分であったが、実験的に3,000 Vの設備を設置した。このようにして得られた経験は、後にイタリアの路線の電化に生かされた。
鉄道会社のレーテ・アドリアティカ (Rete Adriatica) は1897年に北イタリアにヴァルテッリーナ線 (Valtellina) を電化するプロジェクトを入札にかけ、これをガンツが落札した。ガンツでの技術開発の成果を受けて、ヴァルッテリーナ線は1902年に世界で最初の高圧電化された本線級鉄道として開業した。ここではガンツ製の三相交流3,000 V 15.6 Hzのシステムが用いられた。これは、二相を架空線で、一相をレールで送るシステムであった。まず最初に4軸のBo'Bo'車軸配置の電車と小型の機関車が何両か使われ、1905年からガンツは3両の1'C'1車軸配置の三相交流機関車360型を製造した。このシステムは1902年から30年にわたって使用された。
ガンツはこれにより、鉄道車両の電気駆動の歴史においてパイオニアの1つとなり、後にガンツのブダペストにある電機工場 (Ganz Villamossági Gyár) は、路面電車・トロリーバス・本線電化用の電気設備の重要な製造者となった。第一次世界大戦後は、カンドーは単相の商用交流を利用した電気鉄道システムを開発した。これにより特別な変電所を必要とすることなく、一般の電力網から直接送電を受けることができるようになった。カンドーは速度とトルクの関係を電気駆動に必要なものにするために、相数と極数を変化させる方式を選び、機関車の速度を制御する回転相変換機を開発した。そして、彼の名前やそのカンドー駆動システムに名前を由来してカンドー機関車 (Kandó-mozdony) と呼ばれることがある、ハンガリー国鉄のクラスV40電気機関車など、電気機関車向けの技術を開発した。
ガンツは1890年からフィウメ（今日のリエカ）の港にあるダヌビウス造船所 (Danubius-Werft) で造船にも参入した。この造船所は今日でも「5月3日造船所」 (3. Maj) として残っている。
第一次世界大戦中は、ガンツは軍用品も製造した。中でも特に、関連会社のガンツ-フィアットはブダペストで、多くのオーストリア＝ハンガリー帝国軍の航空機が装備した直列6気筒航空機用エンジン "Hiero" を製造した。
第一次世界大戦後は、機械工業や電気工業により深く関わっていくことになった。兵器の製造は終了したが、この地域での橋や発電所の建設は続いたためである。1924年には、技術者のジェルジ・イェンドラッシク (György Jendrassik) と共同で、機関車および気動車向けのディーゼルエンジンの開発が始まり、1928年から生産が開始された。これによりガンツはエンジンメーカーとしての市場での地位をさらに高めた。1929年にはこの型のエンジンが最初に外国へ輸出された。
イェンドラッシクはまた、世界で最初のターボプロップエンジンを開発した、1939年にブダペストにあるガンツの工場で開発し、1942年に試験を行った。ラースロー・ヴァルガ（László Varga）が1940年に開発した双発偵察爆撃機RMI-1 X/Hに搭載することが予定されていたが、これはキャンセルされた。
第二次世界大戦では再びガンツは軍用品をハンガリー軍向けだけではなくドイツ国防軍向けにも製造し、その製造品中にはトラック・戦車・航空機用部品などが含まれ、有名なメッサーシュミットBf109の部品も製造した。しかしながら、ガンツの活動は軍用品の生産に限られなかった。戦争中の1943年から1944年にかけて、2両のみであるが近代的で強力な、外観がドイツのE18/E19に似た車軸配置2'Do2'のハンガリー国鉄V44クラス電気機関車を製造した。この機関車は2,940 kW（約4,000 馬力）を出し、最高速度は125 km/hに達した。
第二次世界大戦後に1953年には、ガンツ・イェンドラッシク式鉄道車両用ディーゼルエンジンが改良され、生産された。1957年には、主に機械部品を担当したMÁVAG社と共同で、車軸配置1Co'Co1'の大型電気式ディーゼル機関車M601クラスを原型機として生産した。この機関車もまた、少なくとも前面はドイツのE18やE19と似ていた。この機関車にはガンツ製2,000 馬力（1,470 kW）ディーゼルエンジンが搭載された。発電機、制御器、6つの電動機もまたガンツ製であった。
1959年に、主に輸出用のディーゼル機関車や気動車車両を製造していたガンツの機関車・貨車工場は、隣接するブダペストに存在した、やはりハンガリーの重要な車両・機械・鉄道メーカーであるマーバグ社と合併した。マーバグはもともと蒸気機関車の重要なメーカーで、ガンツと機関車製造においてよく協力していたことから、合併が提案されることになった。これ以降、この会社はガンツ-マーバグの名前で事業を行うことになった。
ガンツがもとから操業していた鉄工所での生産は1964年まで継続された。その後この工場は閉鎖されたが、歴史的な建物はÖntödei Múzeumという名前の博物館になった（現存）。
1982年から1983年にかけて、ガンツ-マーバグは1979年に発注された、ニュージーランド鉄道の首都ウェリントンでの郊外輸送向け44両のクラスEM電車と44両のクラスET付随車を納入した。これは現在でもトランツ・メトロにより運行されている。この注文は1948年に会社が国有化されて以来、東側諸国以外に輸出した最大の案件となった。
1988年からガンツ-マーバグは再度独立企業となり、ここでマーバグという名前が消滅した。こんにち、アブラハム・ガンツが創立した企業は、例えばガンツ・トランスエレクトロ (Ganz Transelektro) や橋梁製造部門 (Abteilung für Brückenbau) などいくつかのグループに分かれて存在している。1990年からガンツは多くの子会社を持つ持株会社となった。
近年、ガンツ・トランスエレクトロ・インターナショナルは、ポーランドのバス製造メーカーソラリスの近代的なバス向けの電装品の開発やブダペストでの組み立てで知られている。こうして製造された車両はスウェーデンのランズクルーナやイタリアのローマなどでも使用されている。
日本では1907～1909年にかけて、ガンツ社が設計した蒸気動車を複数の鉄道事業者が輸入して使用したことが知られる。これらは機関と駆動装置部分をハンガリーから輸入し、車体の製造は日本で行われた（日本の気動車史#蒸気動車を参照）。

## 主要な製品

### 航空機用エンジン
- Hiero（1916年からガンツ-フィアットエンジン工場で生産）

### 艦艇
- オーストリア＝ハンガリー帝国海軍 ヘルゴラント (SMS Helgoland)
- オーストリア＝ハンガリー帝国海軍 セント・イシュトヴァーン

### ディーゼル機関車（ガンツ時代）
- ハンガリー国鉄M601型（電気式）

### ディーゼル機関車（ガンツ-マーバグ時代）

#### 液体式
- ハンガリー国鉄M31型 "Zetor"
- ハンガリー国鉄M32型 "Gokart"
- ハンガリー国鉄M38型
- ハンガリー国鉄M41型 "Csörgő"
- ハンガリー国鉄M46型

#### 電気式
- ハンガリー国鉄M40型 "Púpos"
- ハンガリー国鉄M42型 "Szörnyella"
- ハンガリー国鉄M44型 "Bobó"
- ハンガリー国鉄M63型 "Gyík" / "Bulldog" / "Dízel Gigant"

### 電気機関車（ガンツ時代）
- ハンガリー国鉄V40型 "Kandó"
- ハンガリー国鉄V44型
- ハンガリー国鉄V50型
- ハンガリー国鉄V51型
- ハンガリー国鉄V55型 "Bocó"
- ハンガリー国鉄V60型

### 電気機関車（ガンツ-マーバグ時代）
- ハンガリー国鉄V41型 "Leo"
- ハンガリー国鉄V42型 "Leo"
- ハンガリー国鉄V43型 "Szili"
- ハンガリー国鉄V45型
- ハンガリー国鉄V46型 "HiFi torony" / "Csöpi" / "Szöcske"
- ハンガリー国鉄V63型 "Gigant"

### 電車（ガンツ時代）
- ハンガリー国鉄Cav 425型

### 電車（ガンツ-マーバグ時代）
- ハンガリー国鉄BDVmot型
- ハンガリー国鉄BVhmot型
- ハンガリー国鉄BVmot型
- ニュージーランド鉄道EM型（ニュージーランド向け輸出用）

### ディーゼルカー（ガンツ時代）
- ハンガリー国鉄BCmot型
- ハンガリー国鉄BCymot型
- ハンガリー国鉄 "Hargita"（この車両はチェコスロバキアや東ドイツ（ドイツ国営鉄道）にも輸出された。東ドイツ向けの3編成はドイツ国鉄VT12.14型 (DR-Baureihe VT 12.14) になった）
- アルゼンチン向け連接車

### ディーゼルカー（ガンツ-マーバグ時代）
- ハンガリー国鉄MDmot型 "Piroska" / "MD"
- D1系（ソビエト連邦向け）
- "Ganz-Mavag"（アルゼンチン国鉄・ベルグラーノ将軍鉄道向けユニット編成）
- "Trem Hungaro"（ブラジル連邦鉄道向けユニット編成）
- 中国国鉄向けユニット編成NC3型

### 地下鉄車両
- földalatti villamos型 "Kisföldalatti"

### 路面電車（ガンツ時代）
- UV型

### 路面電車（ガンツ-マーバグ時代）
- Csuklós型 "Ipari csuklós" / "Ipari"

### 路面電車（1988年以降のガンツ時代）
- KCSV6型

### 路面電車（ガンツ-アンサルド/ガンツ-ハンスレット）
- KCSV7型

### トロリーバス
ガンツはトロリーバスのうち電装品と、ブダペストでの最終組み立てを担当している。
- Ikarus/Ganz 280T
- Ikarus/Ganz 312T
- Ikarus/Ganz 412T
- Ikarus/Ganz 415T
- Ikarus/Ganz 435T
- Solaris/Ganz Trollino

- ガンツ-マーバグ製電気式ディーゼル機関車、ハンガリー国鉄M41クラス
- ガンツ製カンドーシステムを搭載した1934年から製造された歴史的な電気機関車V40クラス、ブダペスト鉄道歴史公園 (Bahnhistorischer Park Budapest) にて
- ガンツ製のハンガリー国鉄"Hargita"型気動車、ブダペスト鉄道歴史公園にて
- ジペルノウスキー、デーリ、ブラーティにより開発された1885年頃の変圧器
- 20世紀初期のブダペストで製造された交流発電機、水力発電所に設置されているもの
- フィウメ（今日のリエカ）のガンツの造船所で建造されたオーストリア＝ハンガリー帝国海軍軽巡洋艦「ヘルゴラント」(Helgoland)
- ニュージーランド、ハットバレー (Hutt Valley) のイープニ (Epuni) 付近を走るGanz-MÁVAG製ニュージーランド鉄道EM型電車、トランツメトロ (Tranz Metro) の車両
- ブダペスト地下鉄1号線で用いられているガンツ-マーバグ製Földalatti Villamos型地下鉄用電車
- ブダペスト路面電車のガンツ製Csuklós型電車
- 中国国鉄向けのガンツ-マーバグ製ユニット編成気動車NC3型
- ギリシャ国鉄が運用していたガンツ-マーバグ製のユニット編成気動車
- ガンツが1930~40年代に製造・輸出したアルゼンチン向けユニット編成気動車
- ブダペストのトロリーバス、Ikarus/Ganz 280T
- ブダペストのトロリーバスIkarus/Ganz 435T
- スウェーデン、ランズクルーナ (Landskrona) のトロリーバス、Solaris/Ganz Trollino